# Liocarcinus depurator
Liocarcinus depurator és una espècie de crustaci decàpode de l'infraordre Brachyura. És un petit cranc de platja comestible conegut popularment com a cranc de sopa o cranc de paella, tot i que Macropipus tuberculatus és una altra espècie de cranc que en català sol correspondre també a la mateixa denominació popular. És freqüent a les costes de la Mediterrània, i també es troba a l'Atlàntic, la mar del Nord i el mar Negre. La seva mida màxima és de cinc centímetres d'ample per quatre de longitud.

## Gastronomia
A la gastronomia catalana s'usa sovint per a donar gust a diversos plats de peix o amb crustacis, en especial si tenen suc o són cuits a la cassola; alguns exemples són la sopa de peix, el suquet, diversos arrossos, etc. De vegades, un cop cuits, es passen sencers per la batedora amb la salsa del plat, i així afegeixen la funció d'espessir-la, a més de donar gust.